# Colt 9 mm SMG
El Colt 9 mm SMG es un subfusil estadounidense de calibre 9 mm, diseñado a partir del fusil M16 y fabricado por la Colt's Manufacturing Company.

## Detalles de diseño
El Colt 9 mm SMG es un subfusil accionado por retroceso que dispara a cerrojo cerrado, en lugar de ser accionado por el empuje directo de los gases del disparo como el M16 estándar de 5,56 mm. Al disparar a cerrojo cerrado, el Colt 9mm SMG es más preciso que los subfusiles que disparan a cerrojo abierto, tales como el Uzi israelí.
Su aspecto exterior es idéntico al de los fusiles M16. Entre los cambios figuran un gran deflector de casquillos hecho de plástico, montado en la parte posterior de la portilla de eyección. Los Colt 9 mm SMG vienen equipados de fábrica con un cañón de 267 mm de longitud y la mitad superior del cajón de mecanismos es similar a la del M16, con un asa de transporte fija, sin botón de empuje frontal y alza A1 (con ajustes para 50 y 100 m). El brocal del cargador fue modificado con un adaptador especial que permite el empleo de los cargadores más pequeños para cartuchos de 9 mm. A su vez, los cargadores son copias de aquellos empleados por el Uzi, modificados para encajar en el Colt 9 mm SMG y mantener abierto el cerrojo después del último disparo.

## Variantes
Los modelos producidos hoy en día por la Colt son el RO635 con modo de disparo semiautomático y automático, y el RO639 con modo de disparo semiautomático y ráfaga corta (3 disparos). Ambos están equipados con un cañón de 267 mm de longitud. El 633 era una versión compacta con cañón de 180 mm de longitud, amortiguador hidráulico y punto de mira simplificado, que era empleado por la DEA.
El modelo más usual es el 635, cuya versión más reciente solamente tiene estampado el marcaje SMG 9mm NATO.

## Usuarios
- Argentina: Es empleado por el Ejército Argentino y por diversas policías provinciales.[12][13]
- Bangladés: Es empleado por el SSF y el SWAT de la Policía Metropolitana de Daca.[14]
- Estados Unidos: Es empleado por el Cuerpo de Marines de los Estados Unidos.[15][16] También es empleado por la Administración para el Control de Drogas (DEA), el Cuerpo de Alguaciles de Estados Unidos, el SWAT del Departamento de Policía de Los Ángeles, la Agencia Federal de Prisiones, el Servicio de Seguridad Diplomática y otras agencias federales.[17]
- Ecuador: Es empleado por las Fuerzas Armadas del Ecuador.
- India: Es empleado por la Unidad Octopus de la Policía de Andhra Pradesh.[18]
- Israel: Es empleado por las Fuerzas Especiales de las FDI.[19]
- Malasia: Es empleado por el PASKAU, la unidad antiterrorista de la Real Fuerza Aérea de Malasia.[20]

## Galería

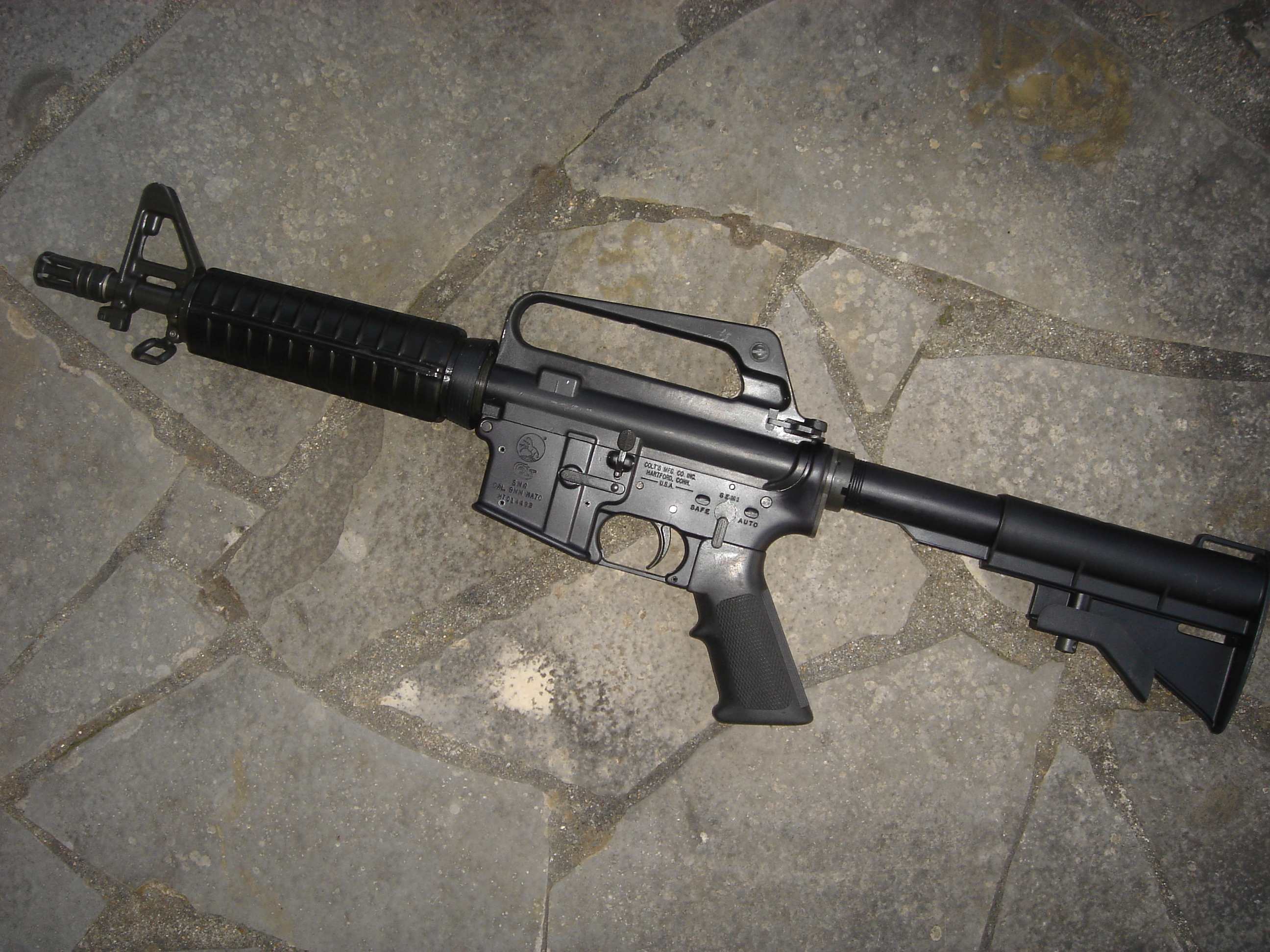
Un Colt SMG 635.
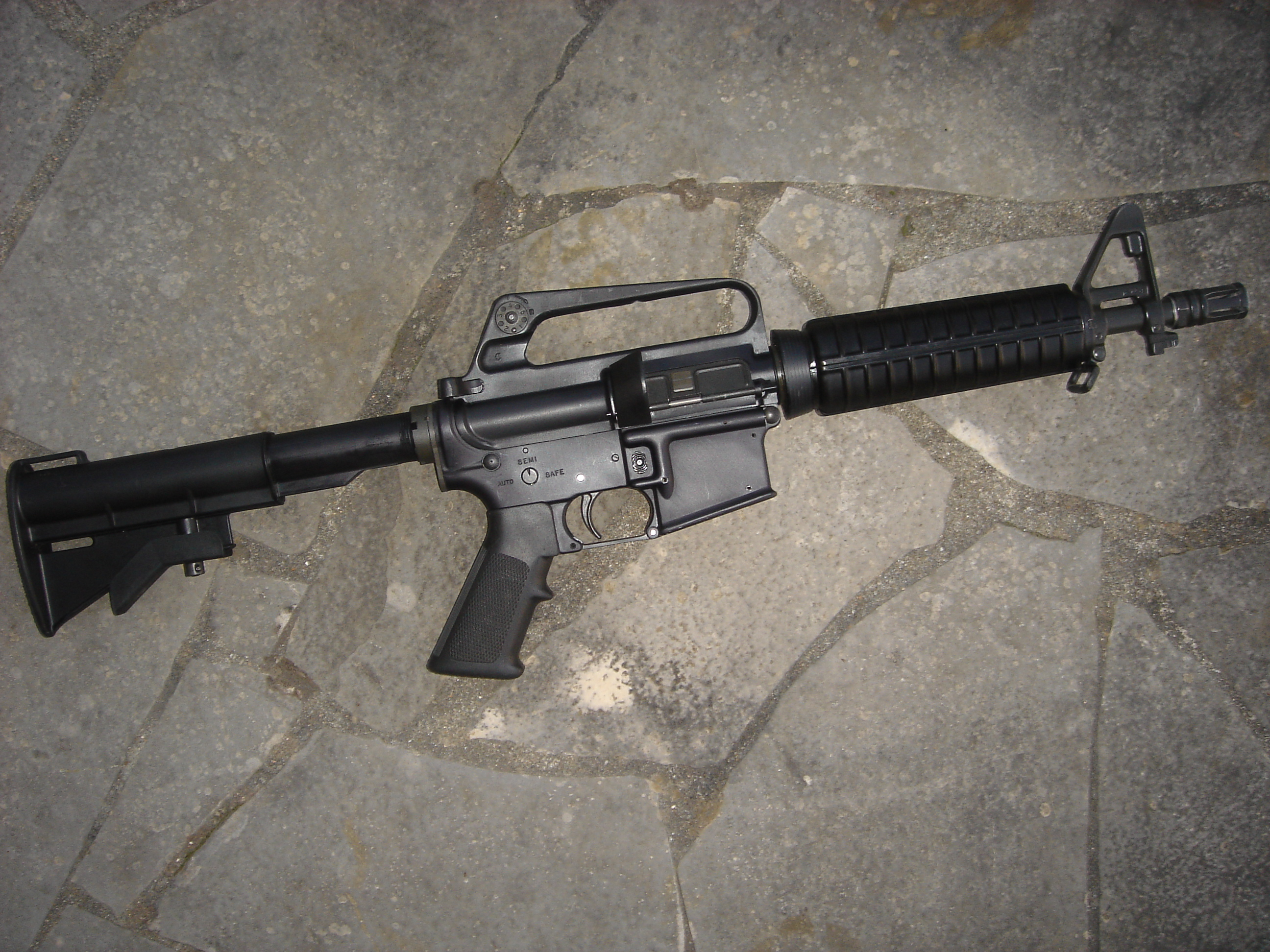
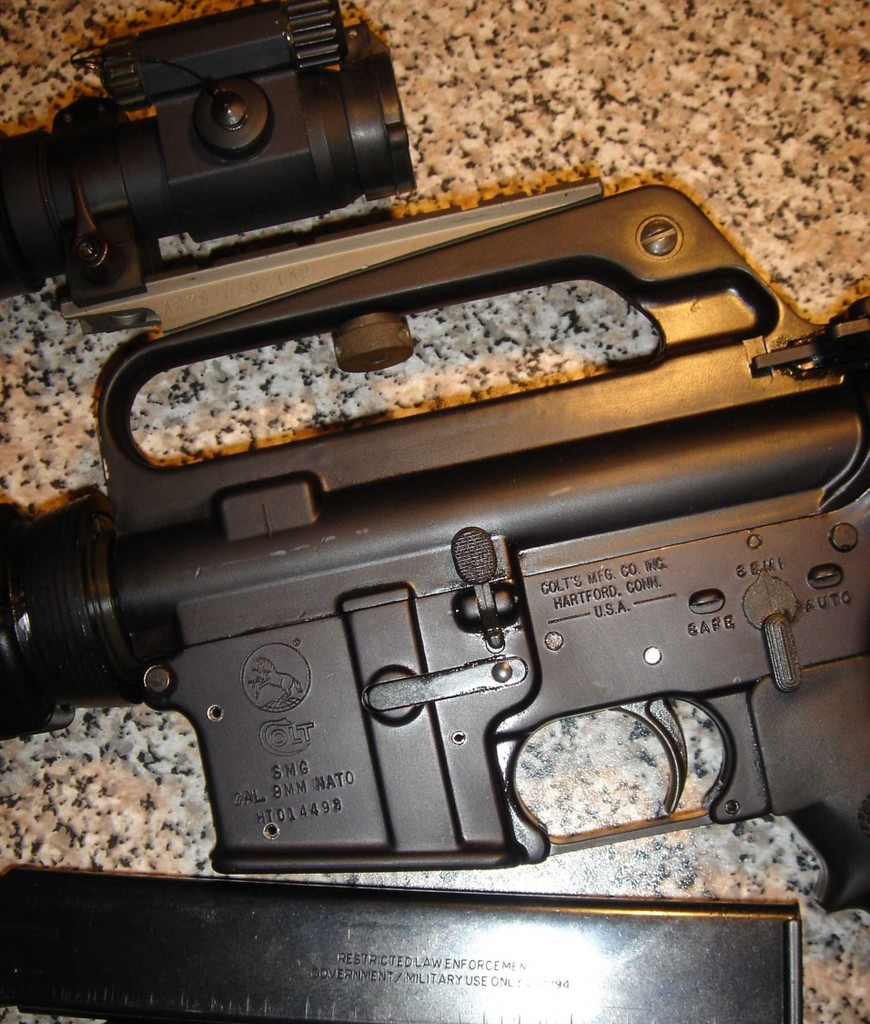
Acercamiento del cajón de mecanismos de un Colt SMG 635.
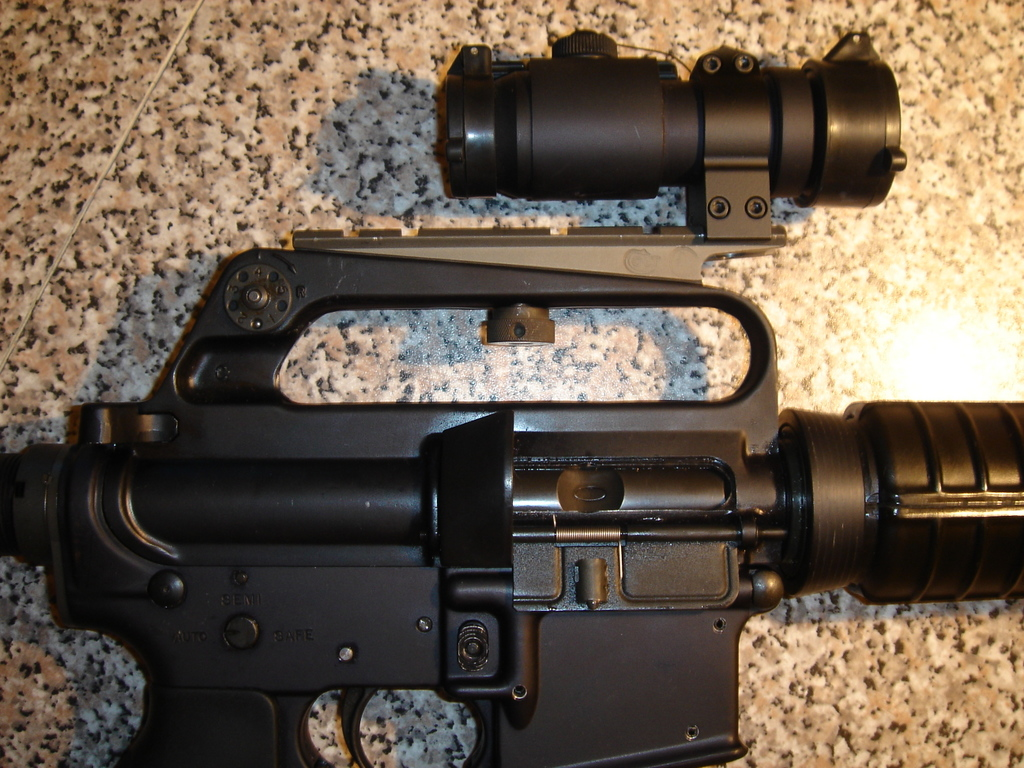
Acercamiento de la mira réflex ML 2 del Colt SMG 635.